# عقد 530 هـ
عقد 530 هـ هو الفترة بين عام 530 إلى 539 في التقويم الهجري، أي العشر سنوات الرابعة من القرن السادس الهجري.